# Crash Bandicoot Mutant Island
Crash Bandicoot: Mutant Island é um jogo para celulares da série Crash Bandicoot. Foi desenvolvido pela Vivendi Games Mobile e distribuído pela Glu Mobile. Foi lançado em 19 de julho de 2009.
O dirigível de Córtex sequestrou a irmã de Crash, Coco Bandicoot, que estava na Wumpa Island. Crash estava dormindo em sua rede quando um Bandicoot em pânico avisa Crash que Córtex sequestrou um monte de Bandicoots.
Crash irá explorar três ilhas diferentes para encontrar o castelo voador de Cortex. O Bandicoot irá pular, nadar, girar e correr para salvar os Bandicoots sequestrados e controlar os Titans.
Mutant Island é uma sequência direta da versão para celulares de Crash of the Titans.

## Recepção
A análise feita pelo site Pocket Gamer disse que o jogo é uma "recuperação" da série e elogiou os controles sólidos e os níveis.